# Sonya Noskowiak
Sonya Noskowiak va ser una fotògrafa nascuda el 25 de novembre de 1900 a Leipzig, Alemanya, i morta el 28 d'abril de 1975 a Greenbrae, Estats Units.
Comença la seva carrera el 1929 a l'estudi de Johan Hagemeyer a Los Angeles. Poc després treballarà per a Edward Weston, amb qui viurà entre 1929 i 1934, mantenint al mateix temps la seva pròpia clientela de retrats. El 1932 funda, al costat de Imogen Cunningham, John Paul Edwards, Ansel Adams, Henry Swift, Willard van Dyke i Edward Weston el Grup f/64. Les seves fotografies es publiquen per primera vegada el 1934 en una exposició del Grup f/64. En els següents anys també realitzarà les seves pròpies exposicions en les galeries d'Ansel Adams, Denny-Watrous i Williard Van Dykes. El 1935 funda el seu propi estudi a San Francisco, on treballarà fins al 1965. Moltes de les seves fotografies es troben actualment al Center for Creative Photography, a Tucson.